# Inocența musulmanilor
Inocența musulmanilor (în engleză Innocence of Muslims) este un film american din anul 2012. Filmul a fost produs și regizat de către cetățeanul american de origine egipteană Nakoula Basseley Nakoula (numit și Sam Bacile).

## Critică și proteste
Filmul a fost ignorat de presa internațională de specialitate. La începutul lui septembrie 2012 au apărut primele proteste ale radicalilor musulmani la adresa filmului în Libia și în Egipt. Ca urmare a acestor proteste, pe 12 septembrie 2012, au avut loc atentate asupra ambasadelor americane din Cairo și Benghazi în urma cărora diplomați și soldați americani au fost uciși. Printre victime se află și ambasadorul american J. Christopher Stevens.